# Novae

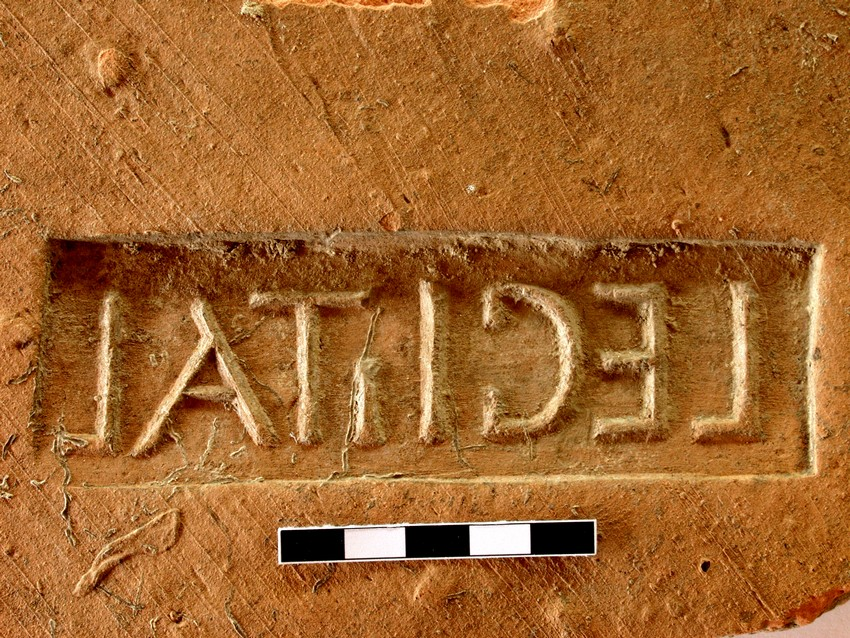
Novae – stempel z dachówki z napisem Leg I Ital (odwrócony)

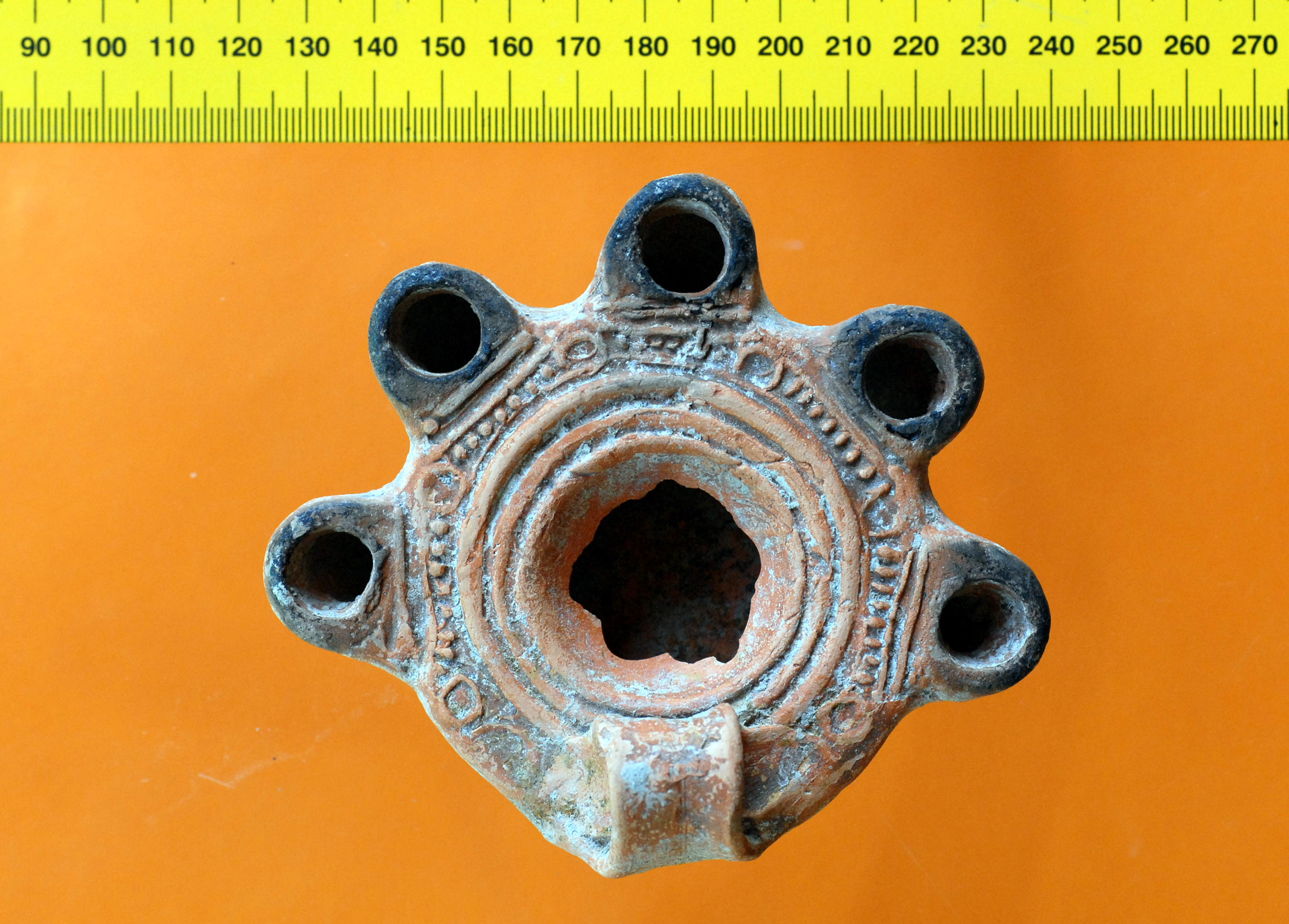
Lampa oliwna znaleziona w Novae

Novae (bułg. Нове) – stanowisko archeologiczne położone nad Dunajem w północnej Bułgarii, około 4 kilometry na wschód od współczesnego miasta Swisztow. Ważne centrum militarne (obóz legionowy, twierdza), a później cywilne (miasto) leżące w rzymskiej prowincji Mezja Dolna (Moesia Inferior).
Geneza nazwy nie jest jasna jednak nosi charakter toponimu. Mógł on odnosić się do osiedla leżącego wokół twierdzy – canabae – które uzyskało określenie „novae” po przybyciu do twierdzy legionu I Italskiego, aby podkreślić różnicę między dawnym cywilnym osiedlem rzemieślniczo-handlowym a osadnictwem związanym z legionem VIII Augusta. Według innej hipotezy nazwa wywodziła się od trackiej nazwy rzeki - νόης (nóēs), według Herodota płynącej w okolicy Novae. Obecna jej najbardziej rozpowszechniona nazwa to turecka nazwa Dermendere (Młynówka – do dziś widoczne są ruiny młyna wodnego). Rzadziej używane są nazwy, Tekirdere, Golyamata Bara lub Belyanovsko Dere.
Novae w czasach nowożytnych było określane różnym nazwami. W czasach osmańskich nazywano je Merlan, później Stâklen, co po bułgarsku znaczy „szkło, szklany”, ze względu na znajdowaną w tym miejscu ogromną liczbę fragmentów antycznych naczyń szklanych. Obecnie miejsce to nazywane jest „Pametnicite”, co po bułgarsku znaczy „pomniki”, ze względu na znajdujące się tam pochówki i cenotafy żołnierzy poległych czasie bitwy z roku 1877.
Novae wspomniane jest w 19 źródłach antycznych w tym: Claudius Ptolemaeus, Itinerarium Antonini, Tabula Peutingeriana, Notitia dignitatum, Jordanes, Procopius czy Notitae episcopatuum ecclesiae Constanitinolitane.

## Historia
Trwała obecność rzymska na obszarze dolnego Dunaju zaczęła się w połowie I wieku naszej ery. Wtedy przybył tu Legio VIII Augusta i prawdopodobnie założył obóz w miejscu, w którym znajduje się najbardziej wysunięte na południe zakole Dunaju. Założono tu castrum znane jako Novae. Twierdza ryglowała przeprawę przez Dunaj oraz pozwalała na kontrole ruchu na tej rzece oraz patrolowanie obszaru Równiny Naddunajskiej po obu jej stronach. Po śmierci cesarza Nerona nastąpiło przemieszczenie wielu jednostek armii rzymskiej. VIII legion został zastąpiony przez Legio I Italica. Po podziale Mezji na Górną i Dolną, Novae obok Durostorum i Noviodunum stało się ważnym ośrodkiem militarnym prowincji Moesia Inferior. Obóz początkowo ziemno-drewniany na przełomie I i II wieku naszej ery przebudowano w twierdzę o konstrukcji kamiennej. W 250 Novae zostało zaatakowane przez Gotów dowodzonych przez Kniwę. Jednak sama twierdza nie została ani zdobyta, ani splądrowana. Zniszczeniu uległy okoliczne osiedla oraz nekropolie.
Reformy cesarza Dioklecjana na początku IV wieku spowodowały zmiany w organizacji armii oraz systemu obronnego na granicach imperium. W Novae powstały pierwsze budowle cywilne. Wytyczono nową siatkę ulic, oprócz domów mieszkalnych wzniesiono liczne warsztaty rzemieślnicze (głównie szklarskie, dlatego obszar ten w przeszłości nazywany był Stâklen, z bułgarskiego szkło, ze względu na znajdowaną tam ogromną liczbę fragmentów naczyń szklanych). Okres rozwoju zakończył ponowny najazd Gotów w latach 376–378. Po najeździe Hunów w 441 z Novae zostali wycofani ostatni legioniści. W V i VI wieku naszej ery było siedzibą biskupią. Kolejny okres rozkwitu Novae przypada na czasy panowania cesarza Justyniana (527–565). Miasto zostało przebudowane i umocnione. W VII wieku stało się fortem i bazą wypadową armii bizantyjskiej przeciw Awarom i Słowianom. W wiekach średnich było ważnym punktem osadniczym Pierwszego i Drugiego Cesarstwa Bułgarskiego. 26 czerwca 1877 bitwa w tym miejscu rozpoczęła ofensywę wojsk rosyjskich walczących z Turkami. Obecnie miejsce to nazywane jest Pametnicite (z bułgarskiego: pomniki) ze względu na znajdujące się tam pochówki żołnierzy poległych w tej bitwie.

## Historia badań oraz polska misja archeologiczna w Novae
Wykopaliska w Novae korzeniami  sięgają  XVIII wieku. W roku 1744, Luigi Ferdinando Marsigli, podróżnik, inżynier wojskowy i ojciec hydrografii, wydał swoją pracę, w której opisał Merlan, czyli Novae, umieszczając na mapie dodatkową informację: Anti(quitates) Roman(ae) („starożytności rzymskie”). Kolejny punkt zwrotny nastąpił w roku, 1878 kiedy, czescy naukowcy, Karel Škorpil, Konstantin Jireček oraz Václav Dobruský, rozpoczęli publikacje swoich studiów nad antyczną przeszłością ziem bułgarskich. Od początku XX wieku istotnie wzrosła liczba publikacji na temat Novae, głównie znajdowanych tu inskrypcji. Ich autorami byli m.in. Ernst Kalinka, Gavril Kacarov, Bogdan Filov oraz Dimitǎr Dimitrov. W roku 1894 Karel Škorpil oblikował pierwsze ważne informacje na temat ruin Novae, a dziewięć lat później pierwszy plan stanowiska. Szczególne jednak zasługi w badaniach nad historią Novae miał pracujący od roku 1926 w Svishtov Stefan Stefanov, który w rodzinnym domu sławnego bułgarskiego pisarza Aleko Konstantinova utworzył muzeum, umieszczając w nim wszelkie zabytki odkryte na obszarze antycznego miasta.
Pierwsze zorganizowane badania na terenie Novae podjęła w 1960 ekspedycja archeologiczna Uniwersytetu Warszawskiego pod kierunkiem profesora doktora Kazimierza Majewskiego, a zastępcę był prof. Dr Stefan Parnickiego-Pudełko. W roku 1970 prof. Dr S. Parnickiego-Pudełko zorganizował ekspedycję archeologiczną Uniwersytetu im. Adama Mickiewicza w Poznaniu, którą kierował do 1988 roku, a w latach 1990-2016 ekspedycją UAM "NOVAE" kierował dr Andrzej Bolesław Biernacki. W latach 90. XX wieku do 2017 kierownikiem Ekspedycji Archeologicznej Instytutu Archeologii (obecnie Wydziału Archeologii) Uniwersytetu Warszawskiego był profesor Tadeusz Sarnowski. W wyniku podziału obszaru prac, ustalonego z archeologami bułgarskimi w 1961, polscy badacze skupili się na wykopaliskach w zachodniej części Novae.
Regularne prace archeologiczne w Novae rozpoczęto 23 września 1960 roku. Pionierami badań archeologicznych byli Kazimierz Majewski – kierownik Ekspedycji Archeologicznej Uniwersytetu Warszawskiego, Stefan Parnicki-Pudełko i Dimitǎr Dimitrov – kierownik Ekspedycji Archeologicznej Instytutu Archeologii Bułgarskiej Akademii Nauk.
W roku 1970 została zorganizowana Międzynarodowa Interdyscyplinarna Archeologiczna Ekspedycja UAM Novae stworzona i prowadzona przez Stefana Parnickiego-Pudełko, później przez Andrzeja Biernackiego, a od roku 2017 przez prof. UAM dr hab. Elenę Kleninę. W trakcie badań były odkryty system obronny obozu, kompleks biskupi, Wielki łaźni legionowy, armamentarium w latum praetorii sinistrum (odcinek X-pl).
Od 1971 roku pracami archeologicznymi na obszarze principia (odcinek XI) — w ramach Ekspedycji UW — kierował Tadeusz Sarnowski, który ponadto w 2001 roku utworzył własną ekspedycję archeologiczną Instytutu Archeologii UW, (obecnie Wydziału Archeologii). Od roku 2017 jej pracami kieruje Agnieszka Tomas.
Od roku 1973 do roku 1993 kierownikiem misji Uniwersytetu Warszawskiego była Ludwika Press, która sama koncentrowała się na badaniach tzw. Budowli z Portykami (odcinek IV). W północnej części tego odcinka wykopaliska do roku 1985 prowadził Waldemar Szubert. W 1977 roku na podstawie dwustronnej umowy między Uniwersytetem Warszawskim i Uniwersytetem Wrocławskim w skład ekspedycji UW weszła ekipa archeologów wrocławskich. Pracami tymi, które trwały do 1991 roku, kierował Juliusz Ziomecki.
W 1976 roku, po śmierci Dimitra Dimitrova, kierownictwo ekipy bułgarskiej objęła Maria Čičikova. Od roku 1985 do ekipy dołączyła Pavlina Vladkova-Baičeva, z którą współpracuje Marin Marinov, koncentrując się na badaniu tzw. villa extra muros (odcinek VIII A). W roku 1987 kierownikiem ekspedycji bułgarskiej została Aleksandra Dimitrova-Milčeva, zaś od 1997 jest nim Evgenia Genčeva. Prace archeologiczne prowadził również dyrektor Muzeum w Swisztowie, Peti Donevski.
Obecnie w Novae działają trzy ekspedycje polskie oraz dwie bułgarskie. Ekspedycja Ośrodka Badań nad Antykiem Europy Południowo-Wschodnie UW – pod kierunkiem Piotra Dyczka – bada obszar leżący wzdłuż via principalis, po wschodniej stronie principia – tzw. odcinek XII, ekipa poznańska – pod kierunkiem Eleny Kleniny – obszar po zachodniej stronie principia „arsenał”, ekipa Wydziału Archeologii – pod kierunkiem Agnieszki Tomas – obszar na południe od principia, ekspedycja bułgarska pod kierunkiem Evgenii Genčevej obszar leżący przy zachodniej bramie Novae – porta principalis sinistra i odcinek via principalis, oraz druga ekipa bułgarska pod kierunkiem Pavliny Baičevej Vladkovj obszar tzw. villa extra muros.
Poszczególne obszary wykopaliskowe, czyli odcinki oznaczono liczbami rzymskimi. Odcinek I – bułgarski, obejmował część fortyfikacji wschodnich, II – polski, część murów zachodnich, III – polski –narożnik północni-zachodni twierdzy, IV – polski, obszar leżący u zbiegi via praetoria i via sagularis, V – polski, bramę zachodnią porta principalis sinistra, VI – polski, fragment północnego muru obronnego, VII i VIII – bułgarski, odpowiednio południowo-zachodni narożnik murów obronnych oraz południowy ciąg muru obronnego wraz z bramą porta decumana, VIII a – bułgarski, tzw. villa extra muros, IX – polski, brama północna porta praetoria, X polski, obszar wielkiej bazyliki biskupiej, Wielka łaźnia legionowa,, Arsenał, X – bułgarski, scamnum tribunorum, XI najpierw bułgarski od 1971 polski – principia, XII polski, obszar po wschodniej stronie principia wzdłuż via principalis.